# Joachim Eder
Pour les articles homonymes, voir Eder.
Joachim Eder, né le 24 novembre 1951 à Münsterlingen, est un homme politique suisse membre du Parti libéral-radical. Il a siégé au Conseil des États de 2011 à 2019.

## Biographie
Originaire de Fischingen , ce professeur du secondaire enseigne pendant 26 ans dans sa ville de Unterägeri et y travaille également comme conseiller en toxicomanie. Il s'implique également dans le sport, par exemple à titre d'entraîneur des handballeuses du LK Zug et de l'équipe nationale féminine. Il écrit aussi des articles pour des journaux zougois.
De novembre 1982 à septembre 2001, il siège au parlement du canton de Zoug où il préside le groupe parlementaire radical de décembre 1998 à octobre 2001. Il est par ailleurs président de la section du Parti radical-démocratique de Unterägeri de 1987 à 1995 et vice-président du parti cantonal de 1988 à 1994.
En octobre 2001, Eder est élu au gouvernement cantonal, où il prend la direction de la santé. En 2002, 2006 et 2010, il est réélu dans ses fonctions avant de se retirer en janvier 2012. En 2007-2008, il dirige le gouvernement en tant que Landaman. Il préside également la société Promotion Santé Suisse et la conférence des directeurs cantonaux de la santé de Suisse centrale. Le 23 octobre 2011, à l'occasion des élections fédérales, Joachim Eder est élu au Conseil des États avec 22 571 voix. Il siège jusqu'en 2019.
Eder est marié et père de quatre enfants.